# 葛飾北一
葛飾 北一（かつしか ほくいつ、生没年不詳）とは、江戸時代の浮世絵師。

## 来歴
葛飾北斎の門人。葛飾の画姓を称し紫光斎、形工斎、形工亭と号す。作画期は文化から文政の頃にかけてで、作は主に肉筆画が残る。葛飾応為との合作がある。

## 作品
- 「大黒と鼠」　摺物　大英博物館所蔵
- 「小松引美人図」　絹本着色　大英博物館所蔵
- 「美人図」　紙本着色　ニューオータニ美術館所蔵　※「北一」の落款と朱筆の花押あり
- 「遊女立姿図」　紙本着色　日本浮世絵博物館所蔵　※「北一」の落款と朱文方印、「水島隠士」の画賛あり
- 「物思う美人図」　紙本着色　東京国立博物館所蔵　※「形工亭北一」の落款と白文方印、石川悟堂の画賛あり
- 「雨乞小町図」　絹本着色　熊本県立美術館所蔵　※「紫光斎北一筆」の落款、白文方印あり
- 「読書美人図」　紙本着色　摘水軒記念文化振興財団所蔵　※「北一筆」の落款、朱文楕円印あり
- 「美人座姿図」　紙本着色　すみだ北斎美術館所蔵
- 「大黒と大根図」　絹本淡彩　すみだ北斎美術館所蔵